# Apoteket Kronan (Skansen)

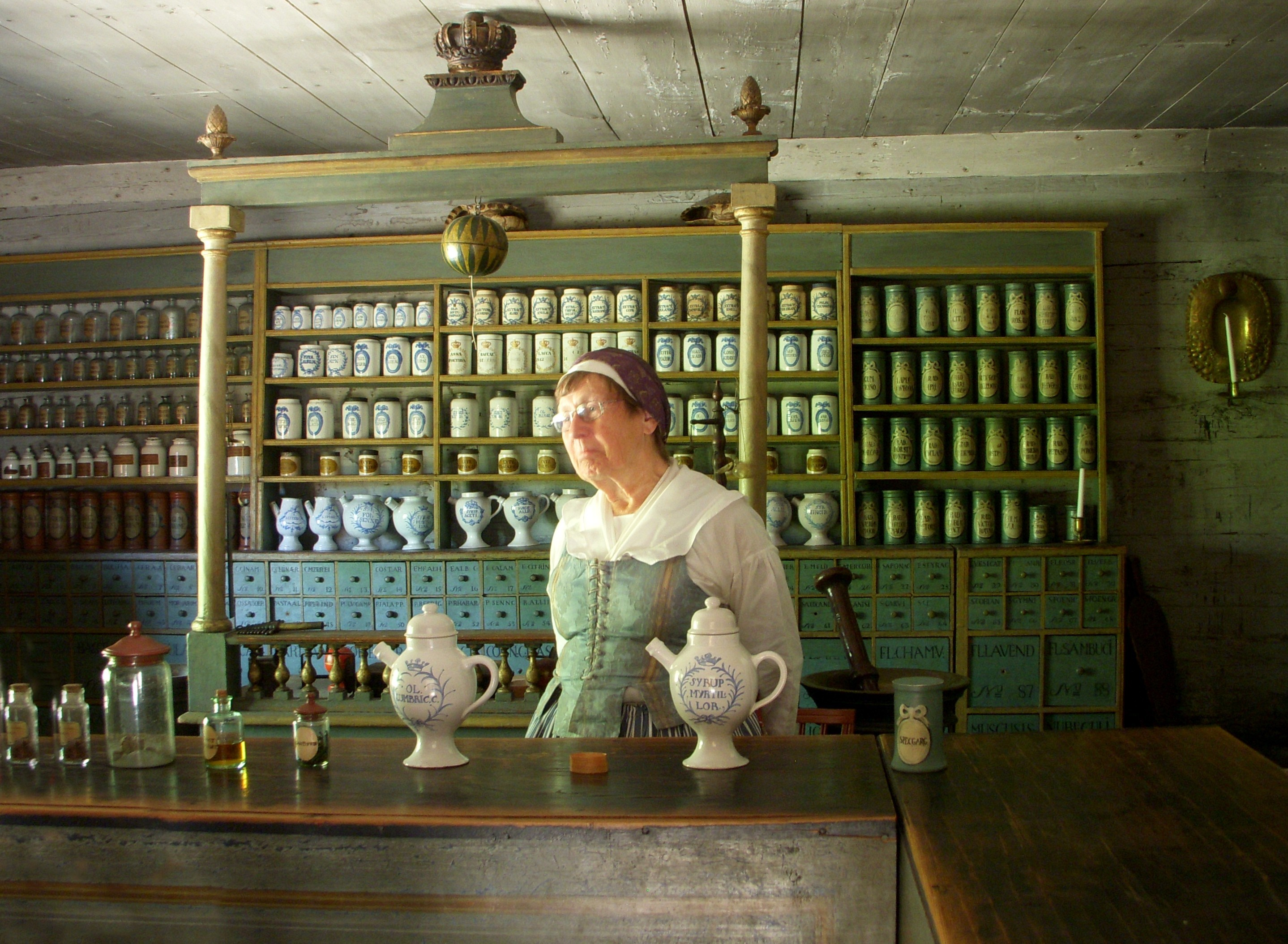
Apotekets officin, juli 2010.

Apoteket Kronan är ett museiapotek på Skansen i Stockholm. Apoteket Kronan finns i samma vinkelbyggnad som Café Petissan med ingång till vänster i portgången.

## Historik

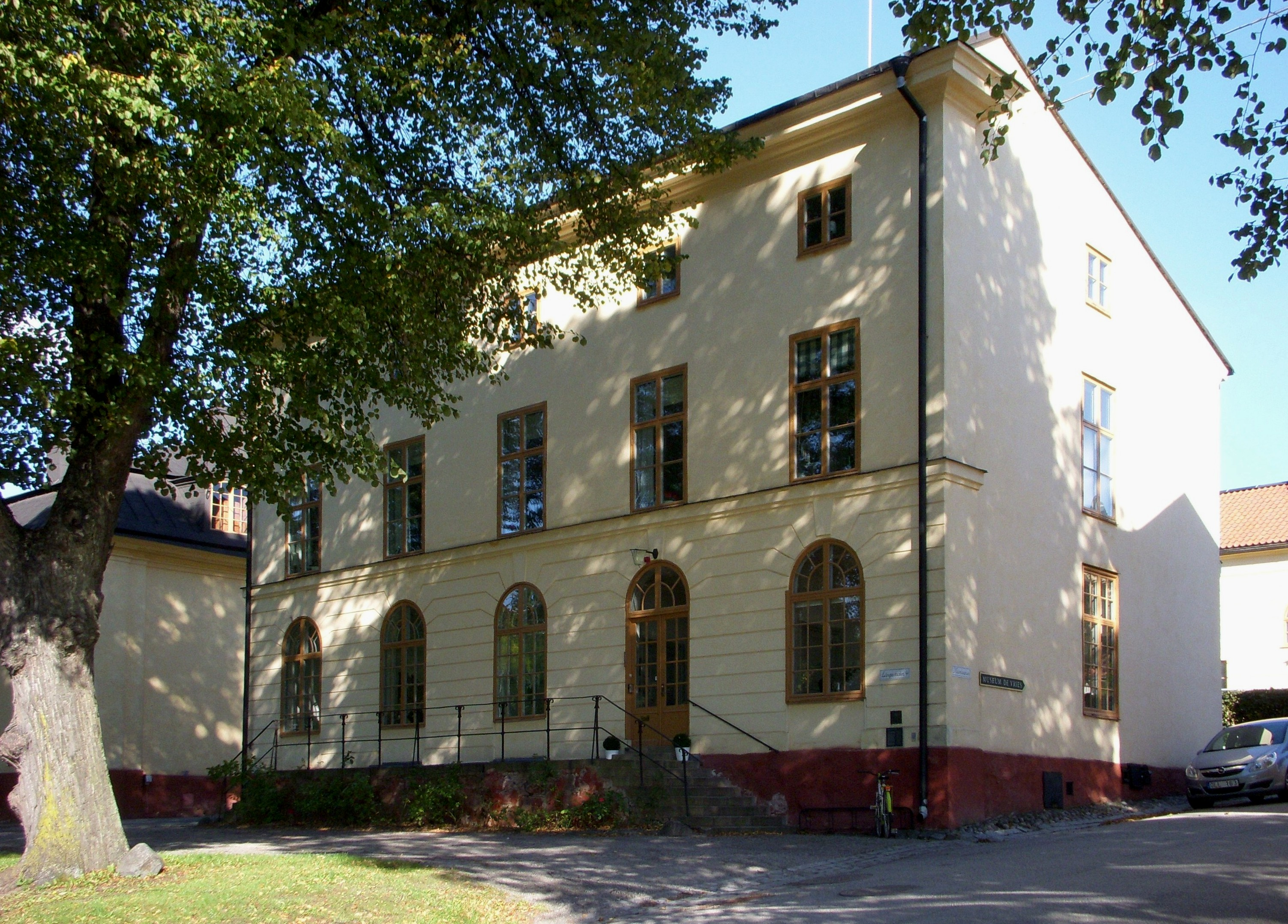
Drottningholms slotts gamla apotek.

Byggnaden där apoteket inryms flyttades till Skansen år 1907. Apotekets inredning är dock betydligt äldre och kommer i huvudsak från Drottningholms slotts gamla apotek från 1794 samt kemisten Carl Wilhelm Scheeles apotek i Köping, båda från andra hälften av 1700-talet. Apoteket Kronan är en rekonstruktion av ett mindre apotek från 1700-talets senare del. Vanligtvis har svenska apotek djurnamn, men de kan också ha namn med heraldiskt ursprung som Enhörningen eller Kronan.
Tillredning av droger, tinkturer, salvor, pulver och piller skedde i det inre rummet, som var  laboratorium och förvaringsutrymme. Medicinerna såldes  i officinen,  där kunderna betjänades vid en disk. I den vänstra flygelbyggnaden är nu Apoteket Kronan inrymt. Här har man bevarat några av de äldsta resterna av den svenska apotekskulturen.

## Inredningen i Skansen-apoteket
Mitt på golvet står recepturen, ett arbetsbord med lådor och hyllor med en överbyggnad från vilken det hänger handvågar och andra mindre redskap. Här sker den slutliga tillredningen av medicinen. När piller ska tillverkas, måste först det verksamma ämnet i medicinen stötas i mortel och blandas med lämplig vätska. Sedan knådas massan till stänger som skärs av med pillerkammar.
På hyllorna i officinen, det vill säga i verkstaden, arbetslokalen med mera, står glasflaskor, fajansburkar och svarvade träburkar, som skulle vara fyllda med växtdroger. En stor uppsättning mortlar av malm och kalksten i olika format hör till de vanligaste apotekstillbehören. Apotekaren måste ha tillgång till recept för att veta hur medicinerna skulle tillredas. Den första svenska farmakopén trycktes 1686 och följdes av flera, till exempel Pharmacopoea Suecia som kom ut 1775. Olika upplagor står på apotekarens bord intill fönstret i officinen tillsammans med samtida böcker om kemi.

## Apoteket Kronans materialkammare
I materialkammaren, som ligger innanför laboratoriet, förvaras större kvantiteter av medicinalier. Här finns en rekonstruerad hyllinredning med stora droglådor från Carl Wilhelm Scheeles apotek i Köping från 1700-talets senare hälft. Scheele var en internationellt känd kemist, minst lika berömd utomlands som sin samtida Carl von Linné. Lådorna är vackert målade och märkta med drogernas latinska namn. De 80 lådorna visar den variation av ämnen som användes som medicinalier på 1700-talet, till exempel tibastbär, bergkristall, kräftstenar, äkta egyptisk mumie, spanska flugor, kaffe, kakaobönor samt exotiska kryddor som peppar, kanel och kardemumma. I taket hänger årsfärska medicinalväxter som plockats i den närbelägna Örtagården och som ger besökaren spännande luktsensationer.